# (227) Philosophia
(227) Philosophia és un asteroide pertanyent al cinturó d'asteroides descobert el 12 d'agost de 1882 per Paul Pierre Henry des de l'observatori de París, França.
Està nomenat així per la paraula en llatí d'igual significat en català.

## Característiques orbitals
Philosophia orbita a una distància mitjana del Sol de 3,163 ua, podent allunyar-se fins a 3,765 ua i apropar-se fins a 2,56 ua. La seva inclinació orbital és 9,154° i l'excentricitat 0,1906. Triga a completar una òrbita al voltant del Sol 2054 dies.